# H're
Gli H're (o anche Hre) sono un gruppo etnico del Vietnam la cui popolazione è stimata in circa 113.111 individui (censimento del 1999).
Gli H're sono presenti essenzialmente nelle province di Quang Ngai e Binh Dinh.
I nomi alternativi per gli Hre sono: Davak, Davach, Moi Da Vach, Moi, Moi Luy, Cham-Re, Chom, Tachom. La religione predominante è il Cristianesimo.

## Lingua
Gli H're parlano una propria lingua, la lingua Hre, i cui principali dialetti sono il Rabah (Tava), Creq (Kare, Kre), oltre all'Hre principale.